# Jim Varney
James Albert "Jim" Varney, Jr. (Lexington, Kentucky, 15 de junho de 1949 — White House, Tennessee, 10 de fevereiro de 2000) foi um ator, comediante,
músico e dublador americano.
Foi conhecido como o atrapalhado personagem Ernest P. Worrell, originalmente criado pela agência publicitária de Nashville Carden and Cherry nos anos 80. O personagem foi usado em diversas campanhas publicitárias, comerciais, programas de televisão e filmes independentes de comédia lançados diretamente em vídeo nos anos seguintes. Varney também ganhou notoriedade ao interpretar Jed Clampett (Zé Buscapé) na versão cinematográfica de The Beverly Hillbillies (1993) e por ter dublado o cachorro-mola Slinky em Toy Story (1995) e Toy Story 2 (1999).

## Biografia
Varney nasceu em Lexington, Kentucky. Quando criança, mostrou a capacidade de memorizar longos poemas e partes significativas do material de livros, que ele lia para entreter a família e amigos. Quando Varney era criança, sua mãe colocava  desenhos para ele assistir. Sua mãe descobriu que Varney rapidamente começou a imitar os personagens de desenho animado, então ela o colocou no teatro infantil quando ele tinha oito anos de idade. Varney começou seu interesse pelo teatro quando adolescente, ganhando títulos estaduais em competições de teatro enquanto estudava na Lafayette High School (turma de 1968) em Lexington.
Aos quinze anos, ele interpretou Ebenezer Scrooge em uma produção de teatro local, e aos 17 anos, ele estava se apresentando profissionalmente em boates e clubes de café. Varney estudou Shakespeare no Barter Theatre em Abingdon, Virginia, e se apresentou em um show folclórico de Opryland em seu primeiro ano de funcionamento, na década de 1970. Ele citou uma ex-professora, Thelma Beeler, como sendo uma mentora que o incentivou a se tornar ator. Quando tinha 24 anos, Varney foi ator na Pioneer Playhouse em Danville, Kentucky. O teatro era adjacente a uma aldeia de Velho Oeste temático, e antes do show, o público iria percorrer a aldeia onde os aprendizes interpretavam os habitantes. Varney e a companhia costumavam tocar no teatro ao ar livre para público. Ele regalava os olhos dos jovens aprendizes jogando facas nas árvores. Varney ainda se apresentou no Blithe Spirit, Boeing 707 e em um musical original, Fire on the Mountain. Certa vez, ele ameaçou de brincadeira um aprendiz de cabelo comprido, John Lino Ponzini, que o levaria para Hazard, Kentucky. Varney disse: "você [Ponzini] não conseguiria descer pela Main Street sem que o povo da cidade lhe desse um serviço".

## Carreira
A partir de 1976, Varney foi para a televisão, onde atuou em uma série de programas e séries diferentes.
Porém foi só em 1980 que interpretou pela primeira vez seu personagem mais famoso, Ernest P. Worrell, criado pela agência de publicidade Carden & Cherry e desenvolvido por ele. Ernest costumava se dirigir à câmera como se estivesse falando com um amigo, utilizando seu bordão de marca registrada "KnoWhutImean, Vern?". Para a mesma agência, Varney criou um outro personagem, o mal-humorado sargento Glory. 
Ernest foi usado em diversos comerciais na televisão local de Nashville. Os únicos produtos nacionais que o personagem promoveu foram os refrigerantes da The Coca-Cola Company, os cereais Chex e o Taco John's. Ele também promoveu diversos produtos lácteos, sorvetes, redes de fast-food, concessionárias de carros e alguns eventos.

### O sucesso de Ernest

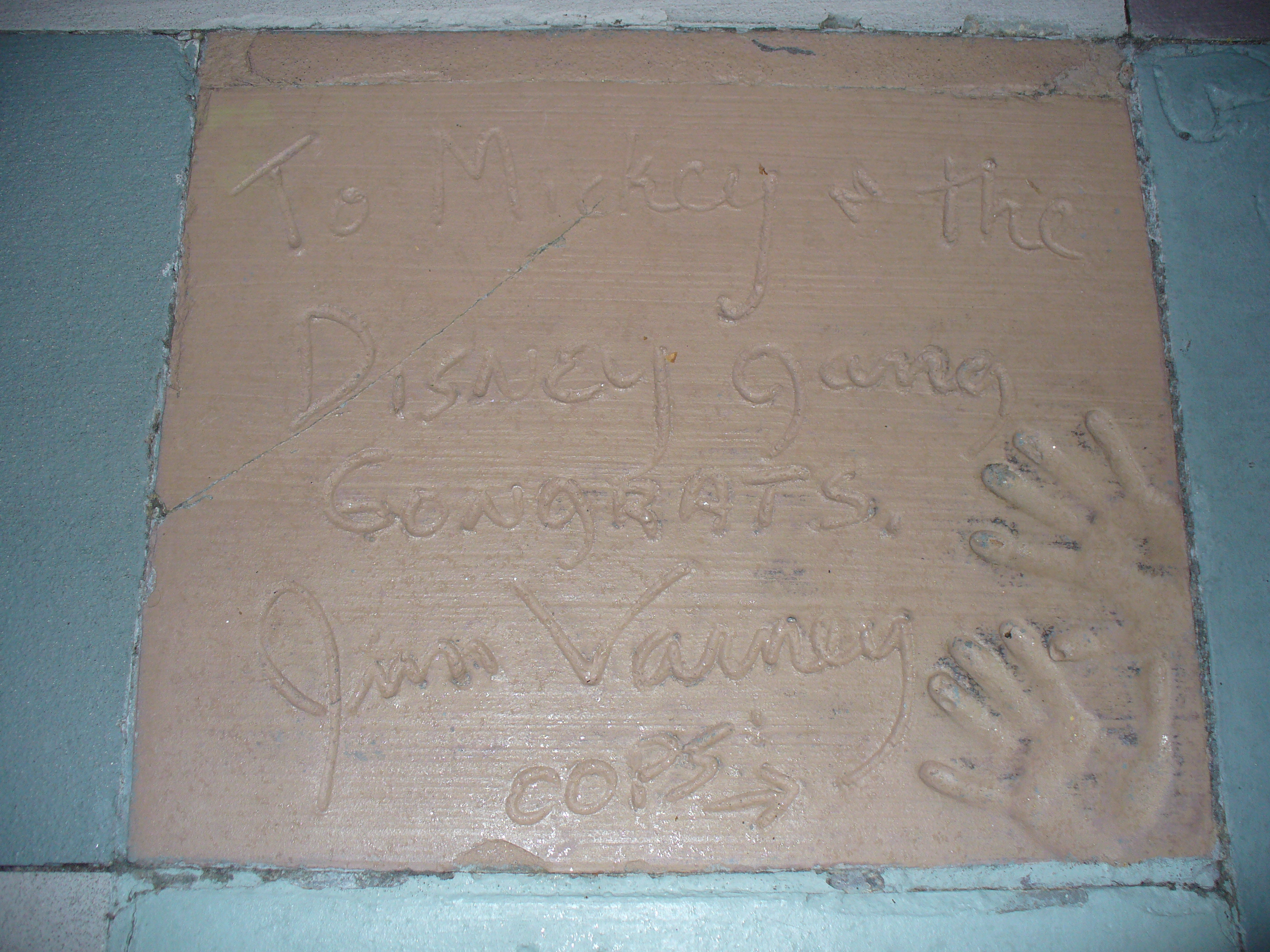
As impressões das mãos de Jim Varney, exibidas na Disney

O personagem Ernest tornou-se amplamente popular e foi a base para uma série de TV de curta duração, Hey Vern, It's Ernest! (1988) e uma série de filmes nas décadas de 1980 e 1990.
Ernest Goes to Camp (1987) foi um sucesso nos cinemas do EUA, permanecendo entre os cinco primeiros nas bilheterias nas três primeiras semanas de lançamento. Embora Varney tenha sido indicado ao Framboesa de Ouro de Pior Nova Estrela, apenas um ano depois, ele ganhou o Prêmio Emmy Daytime de Melhor Artista em Série Infantil por Hey Vern, It's Ernest!. Os filmes subsequentes de Ernest lançados nos cinemas incluem Ernest Saves Christmas (1988), Ernest Goes to Jail (1990), Ernest Scared Stupid (1991) e Ernest Rides Again (1993). Após o fracasso financeiro de Ernest Rides Again, todos os outros filmes foram lançados diretamente em vídeo: Ernest Goes to School (1994), Slam Dunk Ernest (1995), Ernest Goes to Africa ( 1997) e Ernest no Exército (1998). No Brasil, os filmes de Ernest ficaram conhecidos por serem exibidos no Cinema em Casa do SBT.
O parque temático Epcot do Walt Disney World Resort apresentou Ernest como a principal atração do Cranium Command. Além da série de filmes Ernest Goes to..., ele interpretou Ernest em vários filmes menores de John R. Cherry III, como Knowhutimean? Hey Vern, It's My Family Album, Dr. Otto and the Riddle of the Gloom Beam e Your World as I See It.[carece de fontes?]
O Ernest Film Festival (Greatest Hits Volume 1) foi lançado em VHS em 1986. Greatest Hits Volume 2 foi lançado em 1992. A Mill Creek Entertainment lançou esses comerciais de televisão clássicos em caixas de DVD em 31 de outubro de 2006. Já a Image Entertainment os relançou em 5 de junho de 2012, como parte do conjunto de DVD Ernest's Wacky Adventures: Volume 1.[carece de fontes?]

### Outros trabalhos
Varney apareceu no videoclipe da canção "All My Rowdy Friends Are Coming Over Tonight" de Hank Williams, Jr. Em 1985, ele co-apresentou o especial de Ano Novo da HBO, junto com Johnny Cash e Kris Kristofferson.
Em 1993, Varney interpretou o protagonista Jed Clampett na versão cinematográfica de The Beverly Hillbillies, além de regravar a canção "Hot Rod Lincoln" com Ricky Skaggs para o longa. Outros trabalhos de Varney no cinema incluem o carnavalesco Rex em Wilder Napalm (1993), o traficante de armas Snake em The Expert (1995), o azarado Rudy James em Snowboard Academy (1997), um pai alcoólatra e abusivo em 100 Proof (1997), o vilão Lothar Zogg em 3 Ninjas: High Noon at Mega Mountain (1998) e o fugitivo cômico Carl Banks em Treehouse Hostage (1999). Varney também participou das últimas temporadas do seriado Roseanne como o Príncipe Carlos Charmaine.
Varney também emprestou sua voz ao cachorro de mola Slinky na animação Toy Story (1995), da Disney/Pixar, reprisando o papel em Toy Story 2. O amigo de Varney, Blake Clark, o substituiu como a voz do personagem após seu falecimento. Varney dublou vários outros personagens, incluindo "Cookie" Farnsworth, em Atlantis: The Lost Empire (2001), lançado um ano após sua morte (Steven Barr substituiu Varney na sequência Atlantis: Milo's Return), o vigarista de circo Cooder no episódio "Bart Carny" de Os Simpsons, e Walt Evergreen no episódio de Duckman.
De acordo com uma entrevista, um de seus projetos finais foi escrever um roteiro sobre a lendária rivalidade entre os Hatfields e os McCoys, afirmando que seu avô caçava esquilos com os Hatfields. Varney também estava supostamente buscando interpretar personagens mais sérios e que o desligassem da imagem de Ernest.[carece de fontes?]

## Doença e morte
Durante as filmagens de Treehouse Hostage em agosto de 1998, Varney começou a desenvolver uma tosse ruim. No início, ele pensou que poderia ter pego um resfriado, devido ao clima da área onde o filme estava sendo filmado. No entanto, quando a tosse piorou, Varney começou a notar sangue no lenço e, depois que as filmagens terminaram, ele foi ao médico. Um fumante inveterado, Varney havia desenvolvido um câncer de pulmão. A doença lentamente piorou, mas Varney continuou a filmar. Ao ser diagnosticado, ele supostamente jogou seus cigarros e parou de fumar.
Varney finalmente retornou ao Tennessee, onde passou por uma quimioterapia na esperança de vencer a doença. No entanto, ele morreu aos 50 anos de idade em 10 de fevereiro de 2000, às 4h45 da madrugada, em sua casa em White House, Tennessee, lugar em que o novo filme de Ernest, Ernest, o Pirata, estava sendo filmado, mas acabou sendo cancelado após sua morte. Atlantis: o Reino Perdido, longa metragem de animação da Disney, foi seu último filme e foi dedicado em sua memória. Ele está enterrado em Lexington Cemetery.

## Vida pessoal
Varney foi casado duas vezes, com Jacqueline Drew (1977-1983), e com Jane Varney (1988-1991). Ambos casamentos terminaram em divórcio e eles não tiveram filhos, embora ele e Jane tenham permanecidos amigos até a morte dele. Jane tornou-se porta-voz de Varney, tendo o acompanhado durante o processo de dublagem de Toy Story 2.
Em 6 de dezembro de 2013, o sobrinho de Varney, Justin Lloyd, publicou uma biografia abrangente sobre seu tio intitulada The Importance of Being Ernest: The Life of Actor Jim Varney (Stuff that Vern doesn't even know). No mesmo ano, o diretor John Cherry lançou uma biografia de Varney chamada Keeper of the Clown.

## Filmografia parcial
- 1983 - Knowhutimean? Hey Vern, It's My Family Album
- 1986 - Dr. Otto and the Riddle of the Gloom Beam
- 1987 - Ernest Goes to Camp
- 1988 - Ernest Saves Christmas
- 1990 - Ernest Goes to Jail
- 1991 - Ernest Scared Stupid
- 1993 - Ernest Rides Again
- 1993 - The Beverly Hillbillies...Jed Clampett
- 1994 - Ernest Goes to School
- 1994 - Slam Dunk Ernest
- 1995 - The Expert
- 1995 - Slam Dunk Ernest
- 1995 - Toy Story...Slinky Dog (voz)
- 1996 - Snowboard Academy
- 1997 - Ernest Goes to Africa
- 1998 - Ernest in the Army
- 1998 - 3 Ninjas: High Noon at Mega Mountain
- 1999 - Toy Story 2...Slinky Dog (voz)
- 1999 - Treehouse Hostage
- 2001 - Atlantis: The Lost Empire...Jebidiah Allardyce Farnsworth (voz) (póstumo)
- 2001 - Daddy and Them (póstumo)